# Mark Leyner
Mark Leyner (Jersey City, 4 gennaio 1956) è uno scrittore e sceneggiatore statunitense.

## Biografia
Nato il 4 gennaio 1956 a Jersey City, nel New Jersey, inizia a farsi conoscere con reading sperimentali nelle università, prima dell'esordio nel 1990 con i racconti di Mio cugino, il mio gastroenterologo, collocandosi da subito nel filone postmodernista e Avantpop.
Ehi tu, baby!, sperimentale ed intriso di cultura pop, segna il suo esordio nel romanzo al quale fanno seguito altre due raccolte di storie brevi (Sento odore di Esther Williams e Impronte di denti su un hot dog). I tre romanzi successivi rimangono inediti in Italia. Umoristica invece, ma rigorosa a livello medico, la trilogia scritta con la collaborazione del dottor Billy Goldberg tra il 2005 e il 2008 che richiama alla memoria Tutto quello che avreste voluto sapere sul sesso* *ma non avete mai osato chiedere.

## Opere

### Romanzi
- Ehi tu, baby! (Et tu babe) (1992), Milano, Frassinelli, 1997 ISBN 88-7684-433-3[3]
- The Tetherballs of Bougainville (1998) - inedito
- The Sugar Frosted Nutsack (2012)[4] - inedito
- Gone with the Mind (2016)[5] - inedito

### Racconti
- Sento odore di Esther Williams (I Smell Esther Williams and Other Stories) (1995), Milano, Shake edizioni underground, 2000 ISBN 88-86926-70-7
- Mio cugino, il mio gastroenterologo (My Cousin, My Gastroenterologist) (1990), Milano, Frassinelli, 1995 ISBN 88-7684-300-0
- Impronte di denti su un hot dog (Tooth Imprints on a Corn Dog) (1996), Milano, Frassinelli, 1998 ISBN 88-7684-526-7

### Umoristici
- Perché i maschi hanno i capezzoli? con Billy Goldberg (Why do men have nipples?) (2005), Milano, Sperling & Kupfer, 2006 ISBN 88-200-4188-X
- Perché alle donne scappa sempre e agli uomini no? con Billy Goldberg (Why do men fall asleep after sex?), Milano, Sperling & Kupfer, 2007 ISBN 978-88-200-4337-7
- Let's Play Doctor: The Instant Guide to Walking, Talking, and Probing like a Real M.D. (2008) - inedito

### Sceneggiature
- War, Inc. (2008) regia di Joshua Seftel